# LZ 12

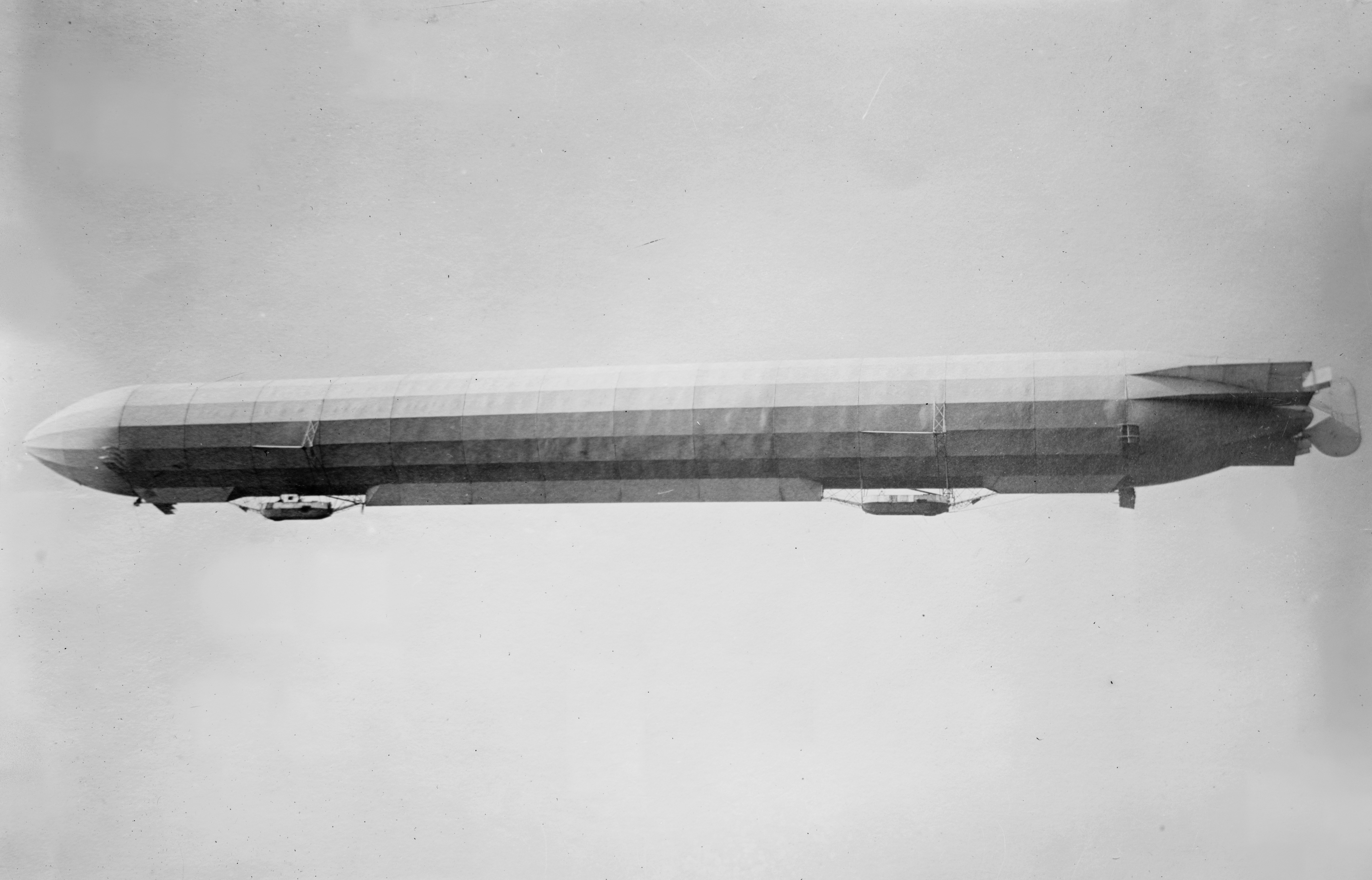
LZ 12

Der Zeppelin LZ 12 war das zwölfte Luftschiff des Grafen Zeppelin und das vierte Luftschiff des deutschen Heeres.

## Geschichte

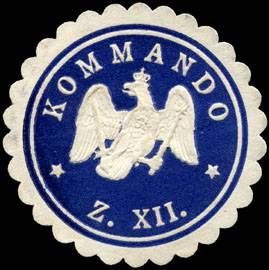
Siegelmarke Kommando Luftschiff Zeppelin XII

LZ 12 machte seine erste Fahrt am 25. April 1912. Es wurde vom Heer unter der Kennung Z III übernommen. Es war zwar das vierte Luftschiff des Heeres aber durch den Verlust des Luftschiffes LZ II, das durch das Luftschiff Ersatz LZ II, ersetzt wurde, bekam LZ 12 die militärische Kennung Z III.
Seine Standorte waren Friedrichshafen, Hamburg, Frankfurt/Main-Rebstock, Baden-Oos, Metz und Gotha.   

## Ende von LZ 12/Z III
Das technisch veraltete Luftschiff wurde im August 1914 abgewrackt.

## Technische Daten
- Traggasvolumen: 16.500 m³ Wasserstoff
- Länge: 132,0 m
- Durchmesser: 14,0 m
- Nutzlast: 4,6 t
- Antrieb: Drei Maybach-Motoren von je 145 PS (106,65 kW)
- Geschwindigkeit: 21,7 m/s (78,12 km/h)